# Puck van Heel
Gerardus Henricus „Puck“ van Heel (* 21. Januar 1904 in Rotterdam, Niederlande; † 18. Dezember 1984 ebenda) war ein niederländischer Fußballspieler, der in den 1920er und 1930er Jahren bei Feĳenoord in seiner Heimatstadt Rotterdam aktiv war. Von 1925 bis 1938 spielte er in der Nationalmannschaft; mit insgesamt 64 Einsätzen war er bis 1979 Rekordnationalspieler der Oranje elftal.

## Vereinskarriere
Van Heel war das vierte von elf Kindern einer römisch-katholischen Familie aus Rotterdam-Zuid. Sein Vater war aus Nordbrabant zugezogen und hatte als Hafenarbeiter angeheuert. Auf den Straßen Südrotterdams entwickelte er im Spiel mit gleichaltrigen Freunden seine einzigartige Balltechnik. Schon auf der Grundschule erhielt er seinen Spitznamen Puck, da er einer der Kleinsten war. Mit 15 wurde er Mitglied bei Feĳenoord, mit 19 spielte der Mittelfeldakteur erstmals in der ersten Mannschaft von Feĳenoord. Damit war der Grundstein für die Karriere gelegt, in deren Verlauf er „einer der allergrößten Fußballspieler bei Feĳenoord und in der Nationalmannschaft vor dem Zweiten Weltkrieg“ werden sollte.
Als linker Halbstürmer war er an den ersten Erfolgen der Rotterdamer beteiligt; schon in der ersten Meisterschaftssaison 1924 stand er in einigen Spielen in der ersten Mannschaft, als Kees Pijl mit der Nationalmannschaft bei den Olympischen Spielen in Paris war. Darunter waren die zwei entscheidenden Spiele um die Meisterschaft an den Pfingstfeiertagen (8. und 9. Juni 1924) gegen den Sportclub Enschede und gegen Be Quick Groningen. Rotterdam musste beide Spiele gewinnen; mit zwei Toren zum 2:0-Sieg in Enschede legte van Heel nach seiner Einwechslung den Grundstein für den ersten Feĳenoord-Titel. Gegen Groningen stand er daraufhin in der Startformation und war beim 3:1-Sieg einer der besten Spieler. Er kam jedoch an Stammspieler Cor van der Velde noch nicht vorbei und wurde daher in dieser und der folgenden Saison meist noch in der zweiten Mannschaft eingesetzt. Nachdem van Heel jedoch einen erfolgreichen Einstand in der Nationalmannschaft gefeiert hatte, gab van der Velde freiwillig seine „älteren Rechte“ halblinks im Sturm auf und sorge selbst dafür, dass der Jüngere „seine“ Position einnehmen konnte. Als die Rotterdamer 1928 ihren zweiten Meistertitel einfuhren, gehörte der „Linksfuß“ bereits zur Stammformation. Bis zum April 1940 feierte er danach noch drei weitere Meisterschaften und zwei Pokalsiege mit Feĳenoord. Lange Jahre war er Mannschaftskapitän; in 322 Ligaspielen erzielte er 43 Tore. 1935 ehrte ihn der Verein dadurch, dass er den Grundstein für das neue Stadion, De Kuip, legen durfte. Beim ersten Spiel in de kuip stand er 1937 gegen Beerschot in der Rotterdamer Elf.
Van Heel galt als einer der besten niederländischen Spieler der 1930er Jahre. Zeitgenossen „rühmten seine überlegene Technik, durch die er viele Spiele mehr mit Übersicht als mit Einsatz entscheiden konnte.“ Mit seinen technischen Fähigkeiten kompensierte er, dass er nicht sehr schnell war und im Laufe der Jahre immer mehr durch ein lädiertes linkes Knie gehandicapt wurde, das er als reiner „Linksfuß“ sehr belastete. Er konnte „auf Bestellung kurze wie lange Bogenflanken an den Mann bringen – mit seinem linken Fuß gab er ihnen einen genau berechneten Effet mit, so dass der Ball nicht nur außer Reichweite der hochspringenden Gegenspieler blieb, sondern auch genau im richtigen Moment an Fahrt verlor und sachte auf dem Kopf oder den Füßen seines Mitspielers landete.“.

## Nationalmannschaft
Obwohl van Heel im Verein meist nur in der zweiten Mannschaft antrat, wurde die Auswahlkommission des KNVB auf ihn aufmerksam und lud ihn im März 1925 erstmals zum Kader der Nationalmannschaft ein. Beim 2:1-Sieg gegen Deutschland kam er in Amsterdam jedoch noch nicht zum Einsatz. Erst beim folgenden Freundschaftsspiel in Zürich gab er am 19. April 1925 seinen Einstand in Oranje. Zwar ging das Match mit 1:4 verloren, doch von nun an gehörte er zum Stamm der Elftal und nahm 1928 mit ihr an den Olympischen Spielen im eigenen Land teil, die jedoch trotz Erreichen des Endspiels der Trostrunde für die Gastgeber enttäuschend verliefen. Der kräftige Mittelfeldspieler, der über herausragende Spielübersicht verfügte, galt zu dieser Zeit als 24-Jähriger bereits als „Galionsfigur von Feijenoord und aufgehender Stern des niederländischen Fußballs“. Doch bei der 0:2-Niederlage im Auftaktmatch gegen Uruguay zeigte sein direkter Gegenspieler José Leandro Andrade, unbestritten bester Spieler dieses wie des vorhergehenden Turniers, dem linken Halbstürmer seine Grenzen auf.
1932 war van Heel erstmals auch Mannschaftsführer der Nationalelf, ab Anfang 1934 gab er die Kapitänsbinde bis zum Ende seiner internationalen Karriere nicht mehr ab. Entsprechend führte er die Mannschaft auch bei der Weltmeisterschaft 1934 in Italien, als bereits im Achtelfinale mit einer 2:3-Niederlage gegen die Schweiz das Aus kam. Am 2. Mai 1937 überholte er mit 57 Einsätzen Harry Dénis als Rekordinternationaler. Auch bei der WM 1938 in Frankreich stand er mit seiner Mannschaft im Achtelfinale; diesmal schieden die Niederlande durch ein 0:3 gegen die Tschechoslowakei aus. Anschließend machte van Heel am 23. Oktober 1938 in Kopenhagen bei einem 2:2 gegen Dänemark sein letztes Länderspiel; die Kapitänsbinde übernahm Wim Anderiesen.
Insgesamt kam van Heel auf 64 Spiele für die Niederlande – eine Rekordzahl, die erst Ruud Krol am 22. Mai 1979 übertraf. Ein Torerfolg war ihm im Nationaltrikot nicht vergönnt.

## Nach der aktiven Zeit
Als reiner Amateursportler hatte van Heel bereits während seiner aktiven Zeit nebenher seinen Lebensunterhalt verdienen müssen; er arbeitete in einer Margarinefabrik, als Vertreter im Kohlenhandel eines Feĳenoord-Vorstandsmitglied und als Tabakwarenhändler. Nach seiner aktiven Zeit war er als Trainer bei einigen Klubs unterer Spielklassen in der Region tätig, unter anderem bei Fortuna Vlaardingen, SSS Spijkenisse und Flakkee. So wie viele ehemalige Fußballer wurde er Cafeteria-Betreiber, seine Gaststätten befanden sich in der Rotterdamer Jonker Fransstraat und der Bas Jungeriusstraat. Ab 1969 zog er sich als Rentner aus der Öffentlichkeit zurück und lebte bescheiden und einfach in Rotterdam, wo er 1984 starb. 1997 wurde in Rotterdam eine Straße nach ihm benannt.

## Erfolge
- Niederländischer Meister: 1924, 1928, 1936, 1938, 1940
- Niederländischer Pokalsieger: 1930, 1935